# Ford Motor Company
Ford Motor Company (FMC), i vardagligt tal kallat Ford, är en amerikansk multinationell biltillverkare, grundad den 16 juni 1903 av Henry Ford, med huvudkontor i Detroitförorten Dearborn i USA, och ett europeiskt huvudkontor i Köln i Tyskland. Ford, som ägde bland annat det svenska bilmärket Volvo 1999 till 2010, var världens näst största biltillverkare efter General Motors 1931–2004 och ännu en av världens fem största.

## Historia
Henry Ford lade grunden till företagets succé genom att vara en av de första att satsa på löpandebandprincipen, som kraftigt reducerade byggtiden för en bil. De första Ford-bilarna var enkla och driftsäkra konstruktioner. Ford blev snabbt en av USA:s och världens största tillverkare, en position som man behållit. 1991 hade koncernen 333 000 anställda i 26 länder, varav 157 000 i USA.

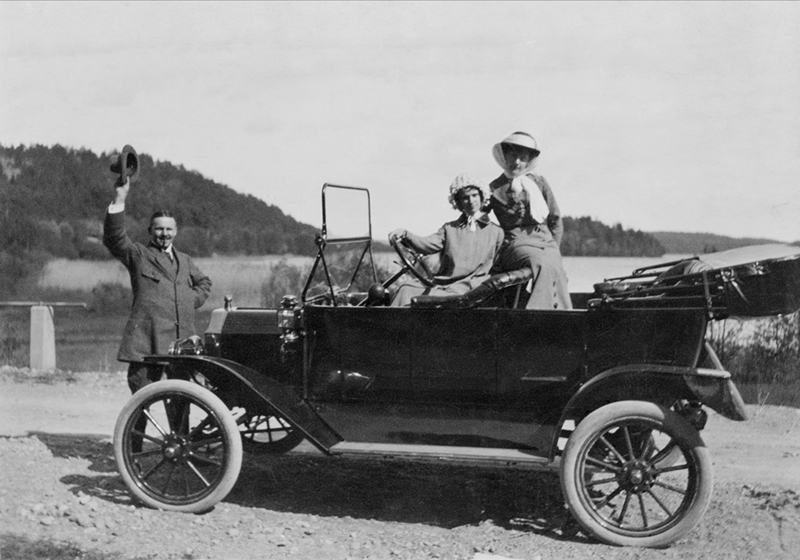
En Ford i Sverige 1910.

Produktionen startade i Highland Park 1903 med modell A. Genombrottet kom med T-Forden 1908 och man flyttade till en större fabrik för att kunna leverera tillräckligt med bilar. Det var nu man utvecklade löpandebandprincipen. Ford hade från början en målsättning att tillverka bilar som kunde bli var mans egendom. Man satsade på en hög förädlingsgrad av alla delar till bilen inom det egna företaget på samma fabriksområde, en hög standardisering av komponenter som kunde användas till olika delar i bilen, enkel teknik och massproduktion för att få ner priset på produkten. Bilen som tidigare hade varit en lyxvara för de allra rikaste i samhället kunde nu produceras till ett pris som den vanlige inkomsttagaren hade råd med. Vid introduktionen av T-Forden 1908 kostade den 850 dollar och 1927 hade Ford lyckats pressa ner priset till 250 dollar.
År 1917 började man tillverka traktorer under namnet Fordson. Som 1910-talet gick vidare blev Ford Motor Companys marknadsandel ännu större och år 1918 var hälften av alla bilar i USA av modell T, då det redan tillverkats femton och en halv miljon exemplar av modellen. 1919 medförde en förändring för företaget då Henry Fords son Edsel Ford övertog ledningen av företaget även om Henry Ford fortfarande hade ett inflytande.
Från 1920-talet blev Ford ett globalt företag med försäljning över hela världen. I Europa etablerades egna Ford-bolag, till skillnad från att köpa upp redan existerande som konkurrenten General Motors gjorde. Samtidigt som Ford satsade på global försäljning förlorades marknadsandelar varpå Ford tog fram en ny modell som skulle vara billigare och kunna köpas av fler. Konkurrenter som General Motors hade börjat leverera modeller med mer lyx och i fler färger. Trots att Fords marknadsandel förminskats fortsatte företaget att växa och år 1930 arbetade totalt 81 000 personer på Fords fabriksområde Ford Rouge Plant i Dearborn, Michigan, där samtliga komponenter till bilarna tillverkades och monterades från råvara till färdig bil, fabriksområde som hade en effektiv golvyta omkring 650 000 m².
1945 blev Henry Ford II ny chef för företaget. Då hade hans far Edsel Ford avlidit 1943 och företaget leddes av den åldrade Henry Ford.  År 1955 blev Ford ett aktiebolag. 1960 blev Robert McNamara den första vd för Ford som inte var medlem av familjen Ford. Ford tillverkade flera klassiska modeller och under 1960-talet lanserades Fordklassikern Ford Mustang i USA som blev en av Fords största klassiker. Under samma tid fick även traktorerna namnet Ford och man utvidgande traktordivisionen via uppköpet av New Holland. 
Under 1970-talet ledde Lee Iacocca företaget, detta dock slutade 1978 då han sparkades och gick över till Chrysler. År 1989 köpte Ford Jaguar, efter att två år tidigare ha köpt Aston Martin, och två år senare sålde Ford sin traktortillverkning till Fiat. 
Under 1990-talet var Ford Taurus en storsäljare. År 1996, under den så kallade Asienkrisen, utökade Ford sitt aktieinnehav i japanska Mazda till cirka en tredjedel från cirka en fjärdedel som redan köpts upp 1979. År 1999, då Ford köpte Volvo Personvagnar, skapades Premier Automotive Group (PAG) där Ford samlade sina lyxbilmärken Lincoln, Mercury, Aston Martin, Jaguar, Land Rover (som köptes av BMW året därpå) och Volvo. Under det 21:a seklet drabbades dock Ford av ekonomisk kris till följd av låg försäljning, som förvärrades i och med finanskrisen 2007–2008 då Ford beslutade att sälja sina utländska lyxbilmärken; Aston Martin såldes 2007 och senare den 2 juni året därpå Jaguar och Land Rover till den indiska biltillverkaren Tata Motors, som beslutade att köpa Jaguar och Land Rover tidigare den 26 mars, och slutligen även Volvo till den kinesiska biltillverkaren Geely år 2010 då Ford även sålde majoriteten av sina aktier i Mazda och minskade sitt aktieinnehav till blott 2 %, efter att tidigare i november 2008 ha minskat det från cirka en tredjedel till enbart cirka en åttondel. 2015 såldes även de återstående aktierna i Mazda. Den 4 januari 2011, då den sista Mercury-bilen tillverkades, blev bilmärket Mercury nedlagt för att satsa mer på Lincoln.
Sedan decennieskiftet 2010 har Ford kraftigt minskat antalet anställda, och därigenom även hotat fabriker med nedläggning, och satsat på nya bilmodeller för att öka sin försäljning. År 2020 beslutade Ford att lägga ned tillverkningen av personbilmodeller som Fiesta, Focus, Fusion/Mondeo och Taurus i Amerika för att låta den flyttas till utlandet.

### Ford i Kanada

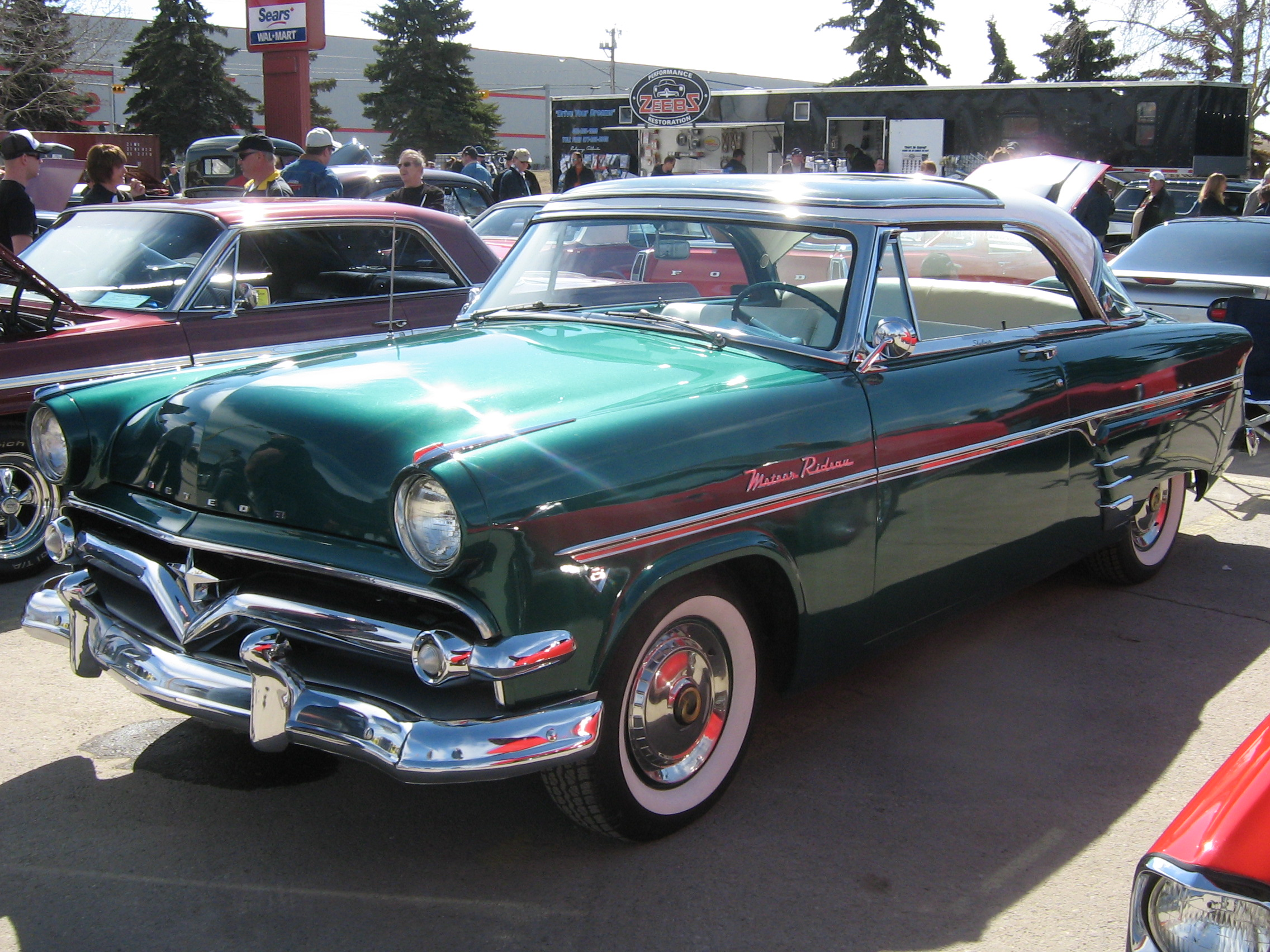
Ford Meteor Rideau 1954 tillverkad i Kanada

Sedan 1904 har Fordbilar tillverkats i Kanada och de flesta populära modeller som producerades i USA producerades även i Kanada. Det har aldrig funnits någon individuellt formgiven kanadensisk Ford, fast ett antal av har haft andra namn än sina motsvarigheter från Detroit.
Den första kanadensiska fabriken öppnades i Walkerville, Ontario, där modellerna B och C tillverkades från oktober 1904. Fram till 1911 var de kanadensiska Fordbilarna sammansatta snarare än tillverkade, fast karosserna var mestadels gjorda i Kanada av William Gray & Sons i Chathan, Ontario. En ny fabrik som blev färdig 1911 möjliggjorde att model T kunde produceras i större kvantiteter med 11 600 tillverkade exemplar 1912−1913 och 15 675 exemplar 1913−1914. År 1927 då T-modellens saga var all hade totalt 77 888 kanadensiska T-Fordar tillverkats. De var så gott som identiska med den amerikanska produkten, men Kanada introducerade den utsvängbara vindrutan 1920, vilket var tre år före Detroit.
Den kanadensiska fabriken byggde från 1928 A-modellen och från 1932 V-8:an efter samma konstruktion som den i USA, och 1938 tillkom Mercury.

### Ford i Europa
Fords första europeiska sammansättningsanläggning byggdes upp 1911 i Trafford Park i Manchester i en fabrik där man tidigare tillverkat spårvagnar. Dit kom T-Fordar i packlårar direkt från Detroit och upp genom Manchesterkanalen. 1914 tillverkade Trafford Park cirka 7 310 bilar, vilket var 29% av den totala brittiska bilproduktionen och det största antalet från en enskild fabrik i Europa.
1917 öppnade Ford en irländsk fabrik i Cork, till att börja med för traktortillverkning, men 1921 började man att tillverka bilar och en mängd olika brittiska Fordmodeller producerades där tills anläggningen stängdes 1984. 
Den första specifikt europeiska Fordmodellen var Modell AF, som var en Modell A men med en mindre motor på 2 043 cc. Denna installerades i de flesta av de 14 516 A−bilarna som tillverkades i Trafford Park och Cork 1928−1931. Den nya Fordfabriken i Dagenham, Essex, Ford Dagenham, öppnades i oktober 1931. Den första produkt var en Modell AA 1,5 tons lastbil, men i februari 1932 kom en liten brittisk 1921 års Modell AF kupé med den mindre 4-cylindriga motorn på 2 043 cc.
Ford fortsatte att satsa, vilket förde med sig skapandet av tre olika Ford i Europa: Storbritannien, Tyskland och Frankrike. Detta har skapat en skillnad i modellutbud mellan europeiska och amerikanska Ford (det råder även skillnader gentemot till exempel den sydamerikanska marknaden). Den franska Ford−delen försvann 1954 då tillverkningen i Poissy såldes. Den brittiska och den tyska delen, som tidigare varit oberoende av varandra slogs samman 1967 och bildade Ford Europa och började under 1970-talet att växa samman vilket förde med sig att modellprogrammet blev gemensamt i Europa. Huvudkontoret ligger i Köln sedan 1998. Under samma tid flyttade man delar av bilproduktionen till Spanien och Portugal, till exempel tillverkningen av Ford Fiesta.
2014 stängdes fabriken i Genk i Belgien.

### Ford i Sydamerika
I Sydamerika samarbetade Ford med Volkswagen via det gemensamma bolaget Autolatina under åren 1990−1995.

### Ford i Danmark
1919 öppnade Ford Motor Company en monteringsfabrik i Danmark. I de hyrda hallarna i Nørrebro-distriktet i Köpenhamn monterade arbetare först de individuella Model T-delarna som hade levererats från USA. Fordonen som tillverkades på detta sätt såldes sedan i Danmark samt i Sverige, Norge, Finland, Tyskland och Polen. 1921 började Ford också tillverka traktorer för användning inom jordbruket. På grund av det begränsade utrymmet i de hallar som tidigare använts byggde Ford år 1924 en ny fabrik på Sluseholmen, en halvö i Köpenhamns södra hamn. 
| År   | Tillverkade fordon (läsa från diagrammet) |
| ---- | ----------------------------------------- |
| 1919 | 500                                       |
| 1920 | 5 200                                     |
| 1921 | 5 500                                     |
| 1922 | 10 300                                    |
| 1923 | 17 200                                    |
| 1924 | 17 500                                    |
| 1925 | 24 200                                    |
| 1926 | 19 000                                    |
| 1927 | 8 500                                     |
| 1928 | 5 000                                     |
| 1929 | 17 500                                    |
| 1930 | 19 500                                    |
| 1931 | 15 000                                    |
| 1932 | 4 500                                     |
| 1933 | 4 000                                     |
| 1934 | 6 000                                     |
| 1935 | 5 500                                     |
| 1936 | 8 500                                     |
| 1937 | 11 500                                    |
| 1938 | 10 500                                    |
| 1939 | 10 200                                    |

### Ford i Sverige

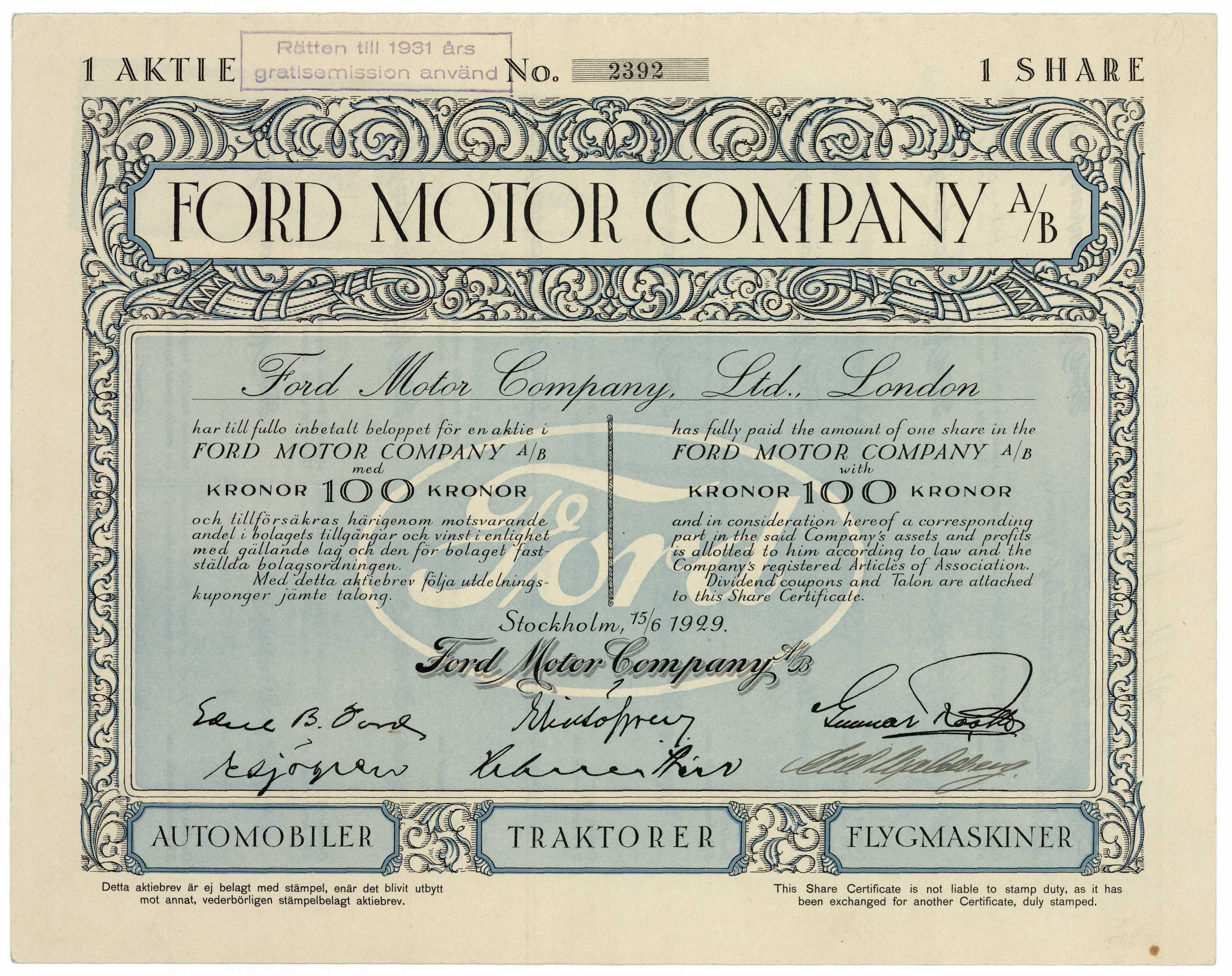
Andel av svenska Fords dotterbolag, utgiven 1929

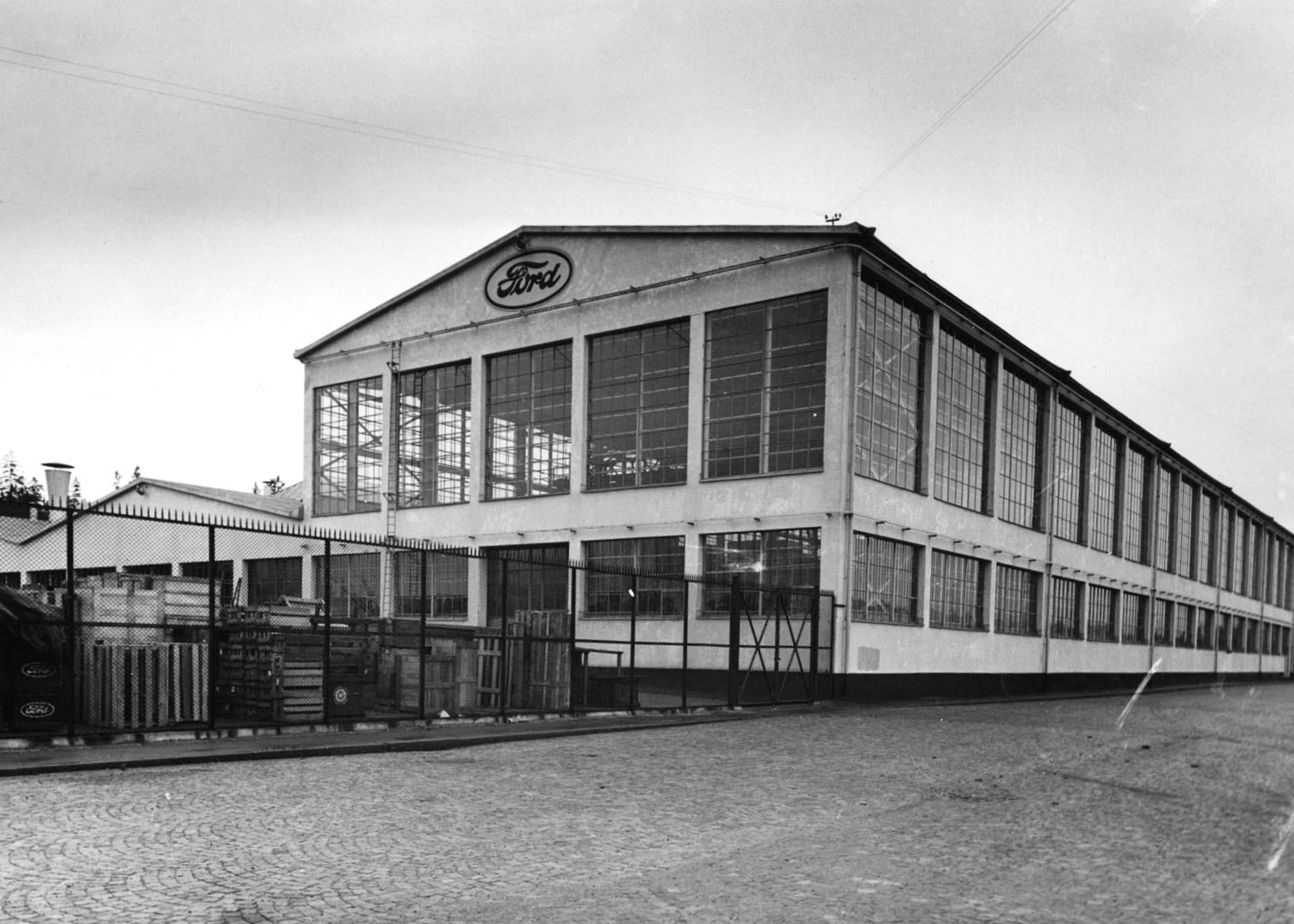
Fordhuset i Frihamnen 1930.

År 1930 togs Fordfabriken i Fordhuset i Stockholms Frihamn i bruk.
På grund av skatter och tullar var det billigare att producera bilar i Sverige än att importera dessa.
Med denna bakgrund fattade Ford beslut att bygga en fabrik för montering av dessa inom Frihamnsområdet. Funkisarkitekten Uno Åhrén fick uppdraget att rita byggnaden. Fordfabriken byggdes i två etapper. I det första skedet, mellan 1929 och 1931, uppfördes kontor, verkstad och lager på totalt 8 600 m². Amerikanska Ford ville ha en rationell byggnad med stora fönsterytor och fackverkskonstruktioner i stål. 
I september 1949 var nästa stora utbyggnad klar, också ritad av Uno Åhrén. Nu rymde byggnaden även montering av bilar längs ett löpande band. Ungefär 30 bilar per dag monterades. Verksamhet lades ner på 50-talet. På 1940-talet kallades Fords bilar ibland för Bullford i Sverige på grund av sina former.
Efter drygt 60 år i Frihamnen flyttade Ford 1994 till Sollentuna och fastigheten köptes av Stockholms stad.
År 1999 köpte Ford Volvo Personvagnar, som fick namnet Volvo Car Corporation, som dock såldes vidare till kinesiska Geely 2010.

## Bilmärken
Ford Motor Company äger (utöver Ford även) lyxbilmärket Lincoln, som grundades 1917 och köptes av Ford 1922. Tidigare har Ford ägt även följande bilmärken:
- Aston Martin (1987–2007; sålt till investmentbolag)
- Continental (1956–1985; nedlagt och överfört till Lincoln)
- Edsel (1958–1960; nedlagt)
- Jaguar (1989–2008; sålt till Tata Motors)
- Land Rover (köpt från BMW 2000 - sålt till Tata Motors 2008)
- Mazda (ägde cirka en tredjedel av Mazdas aktier 1996–2008)
- Meteor (1948–1976; nedlagt)
- Mercury (1939–2011; nedlagt)
- Merkur (1985–1989; nedlagt)
- Monarch (1946–1961; nedlagt)
- Volvo Personvagnar (köpt från Volvo 1999 - sålt till Geely 2010)

## Modeller

### Nuvarande modeller

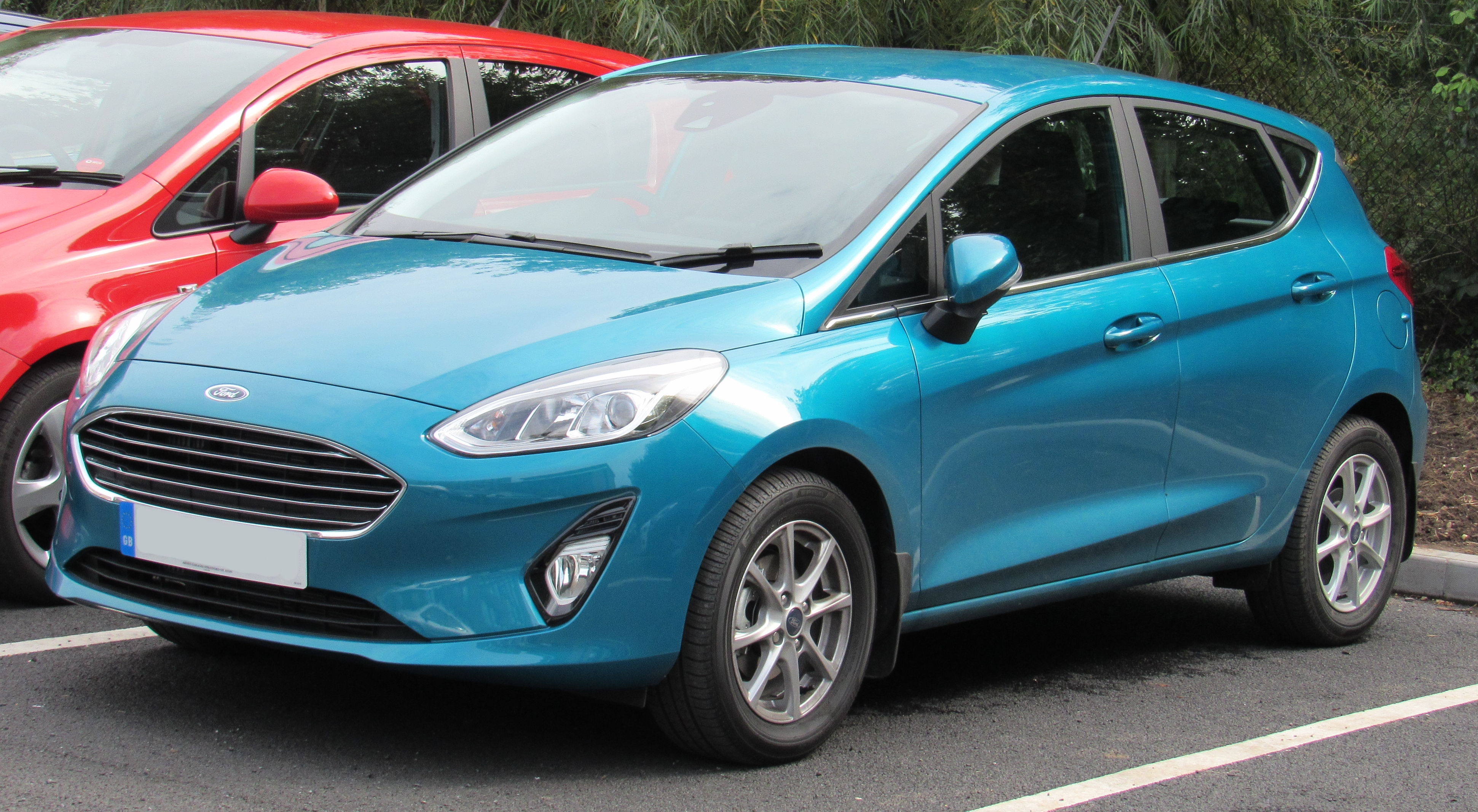
Ford Fiesta.

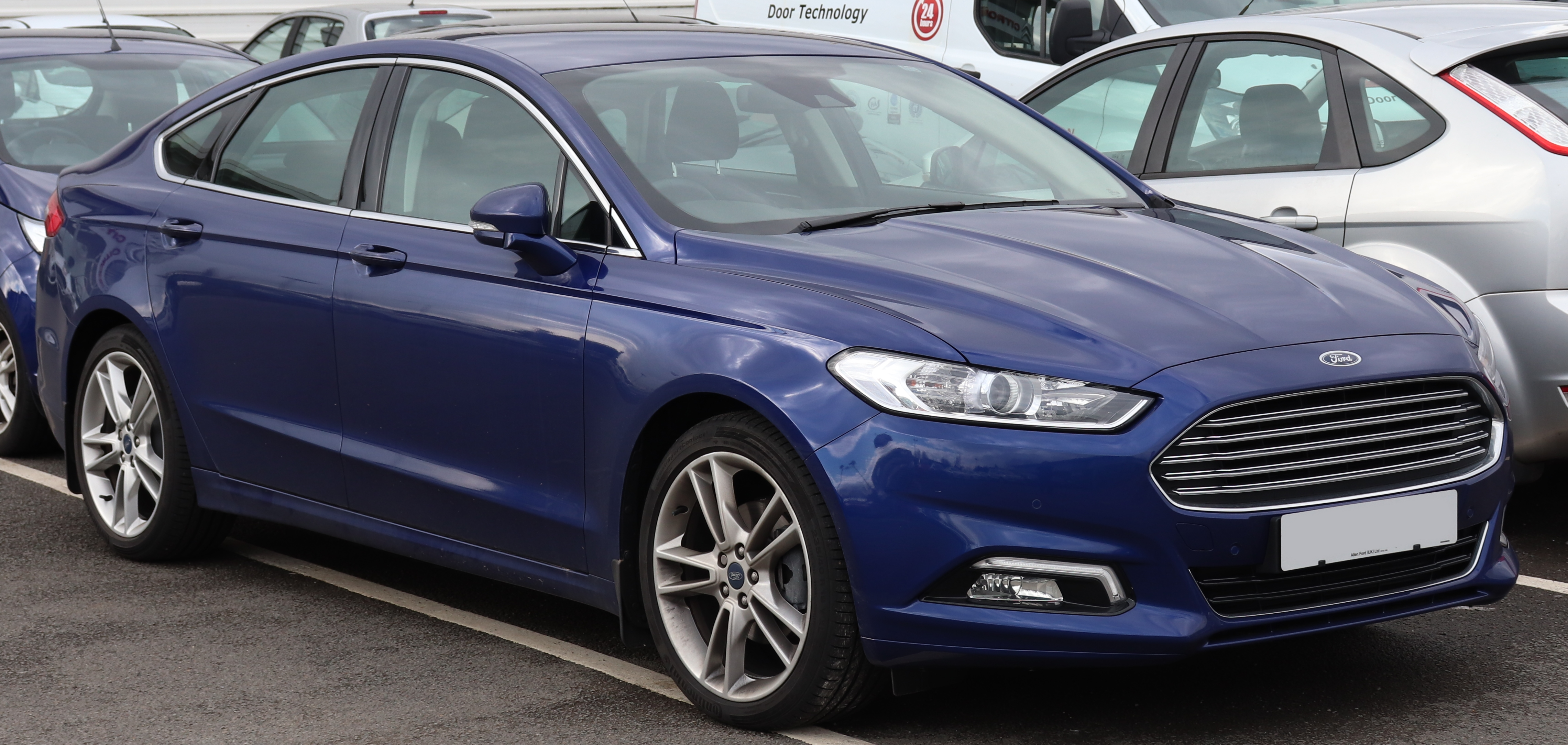
Ford Mondeo

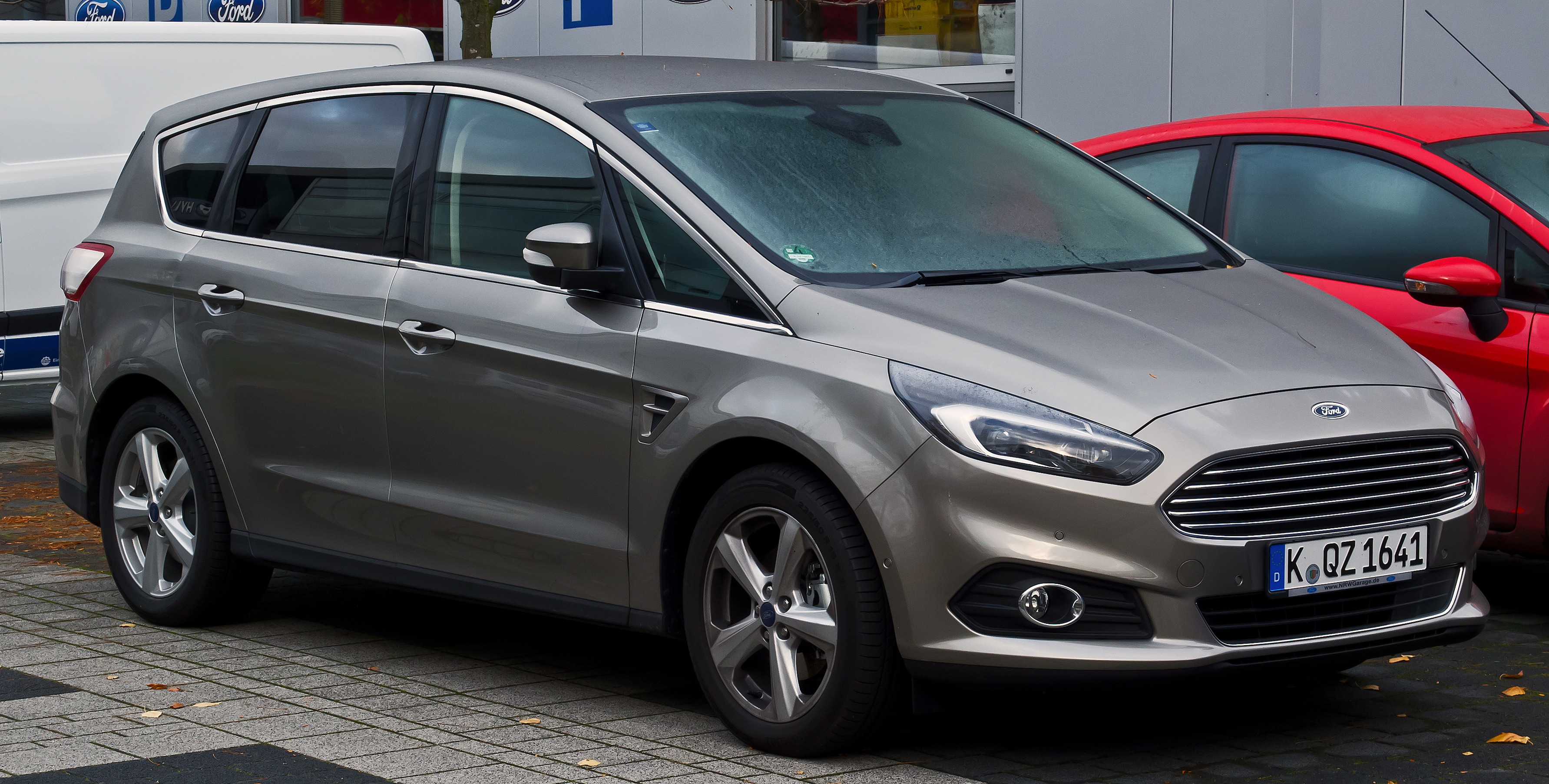
Ford S-Max.

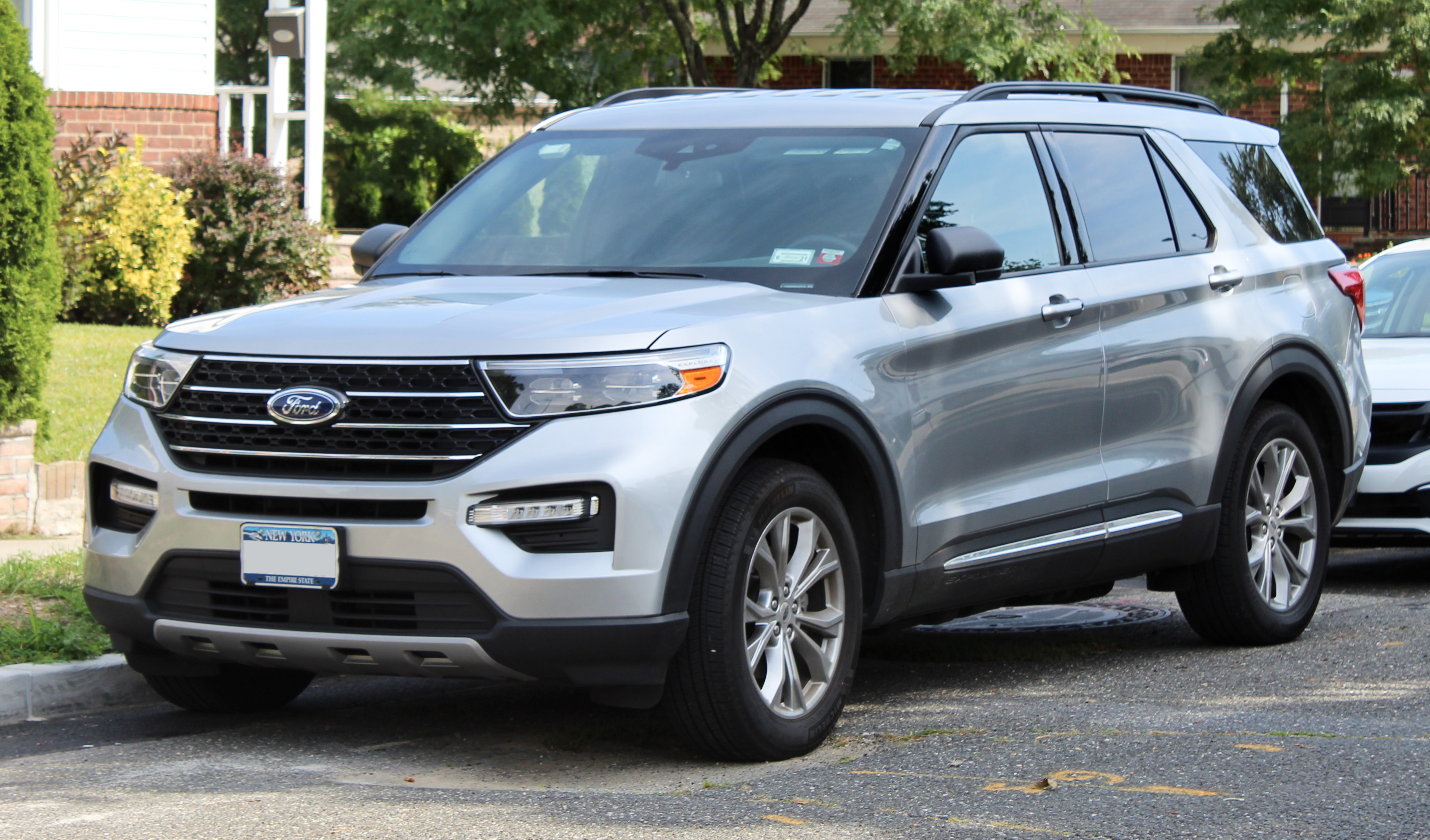
Ford Explorer.

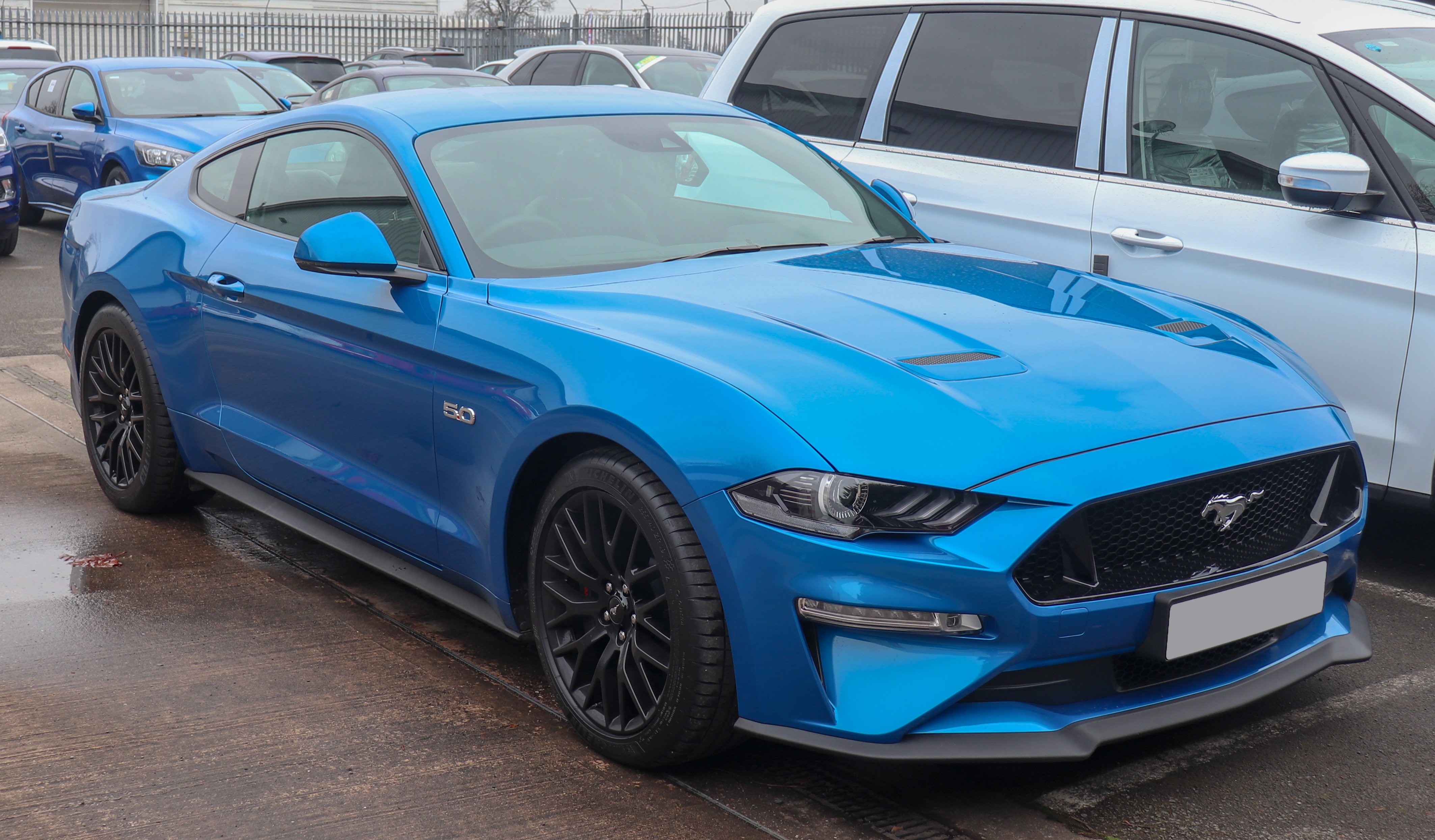
Ford Mustang.

#### Europa
- Ford EcoSport
- Ford Edge
- Ford Explorer
- Ford Fiesta
- Ford Focus
- Ford Galaxy
- Ford GT
- Ford Ka
- Ford Kuga
- Ford Mondeo
- Ford Mustang
- Ford Mustang Mach-E
- Ford Puma
- Ford Ranger
- Ford S-Max
- Ford Tourneo
- Ford Tourneo Connect
- Ford Tourneo Courier
- Ford Tourneo Custom
- Ford Transit
- Ford Transit Connect
- Ford Transit Courier
- Ford Transit Custom

#### Nordamerika
- Ford Bronco
- Ford Bronco Sport
- Ford EcoSport
- Ford Édge
- Ford Escape
- Ford Expedition
- Ford Explorer
- Ford E-serie
- Ford F-serie
- Ford GT
- Ford Mustang
- Ford Mustang Mach-E
- Ford Ranger
- Ford Super Duty
- Ford Transit
- Ford Transit Connect

### Tidigare modeller

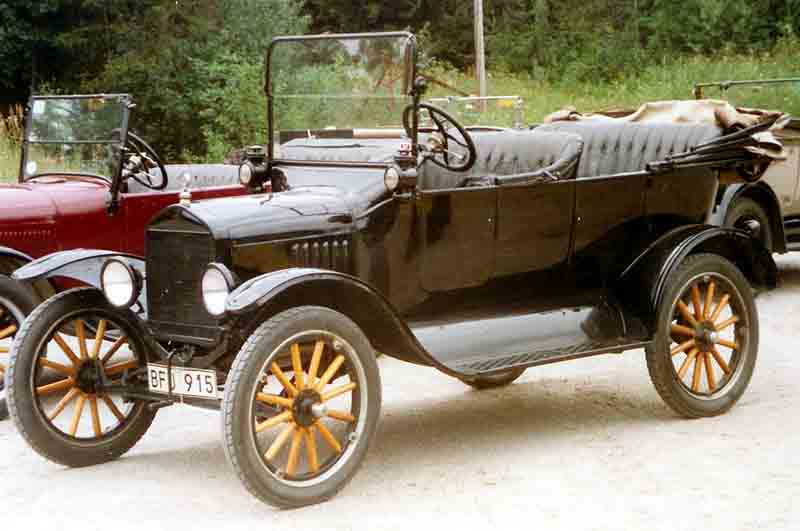
Ford Model T.

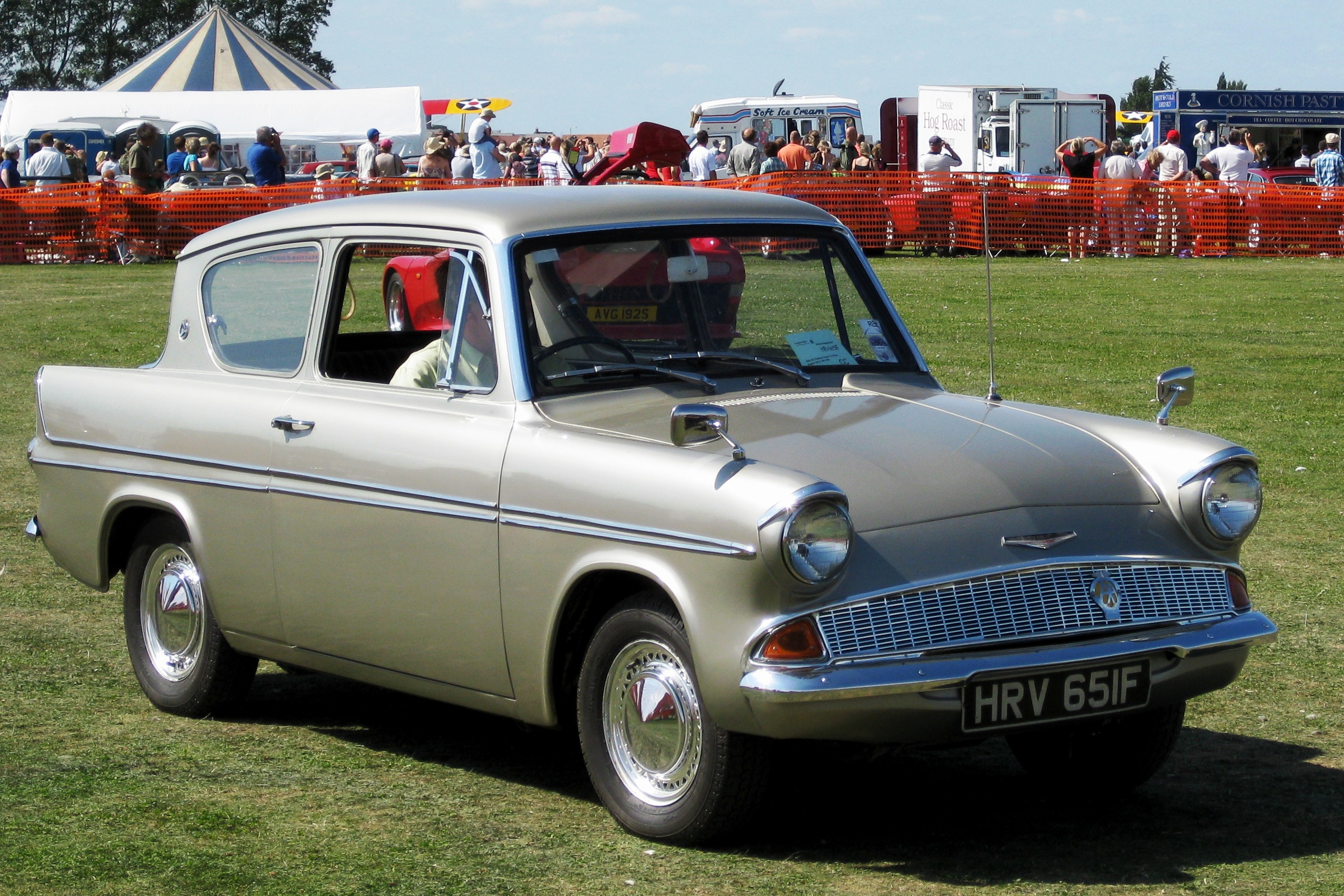
Ford Anglia.

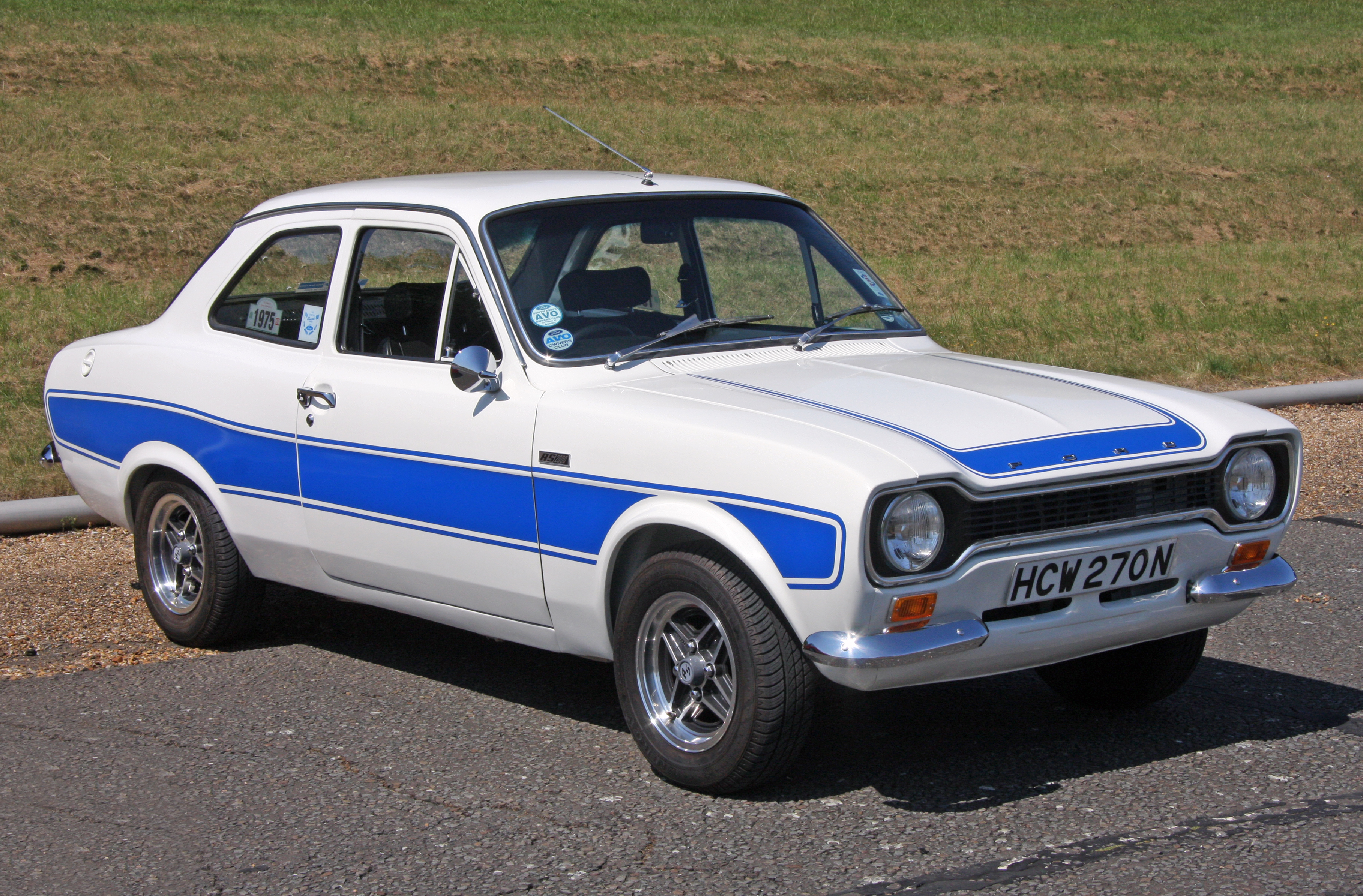
Ford Escort.

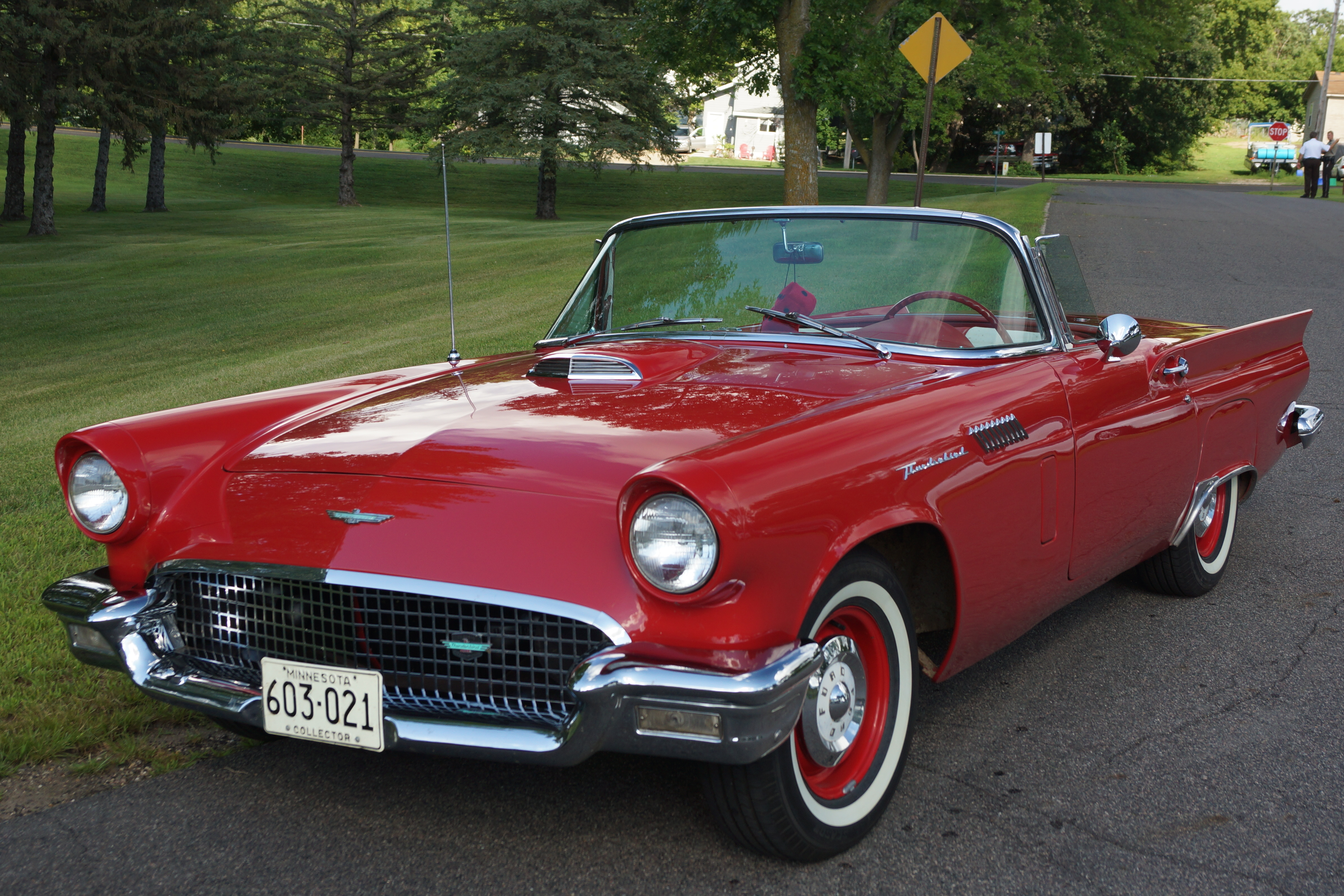
Ford Thunderbird.

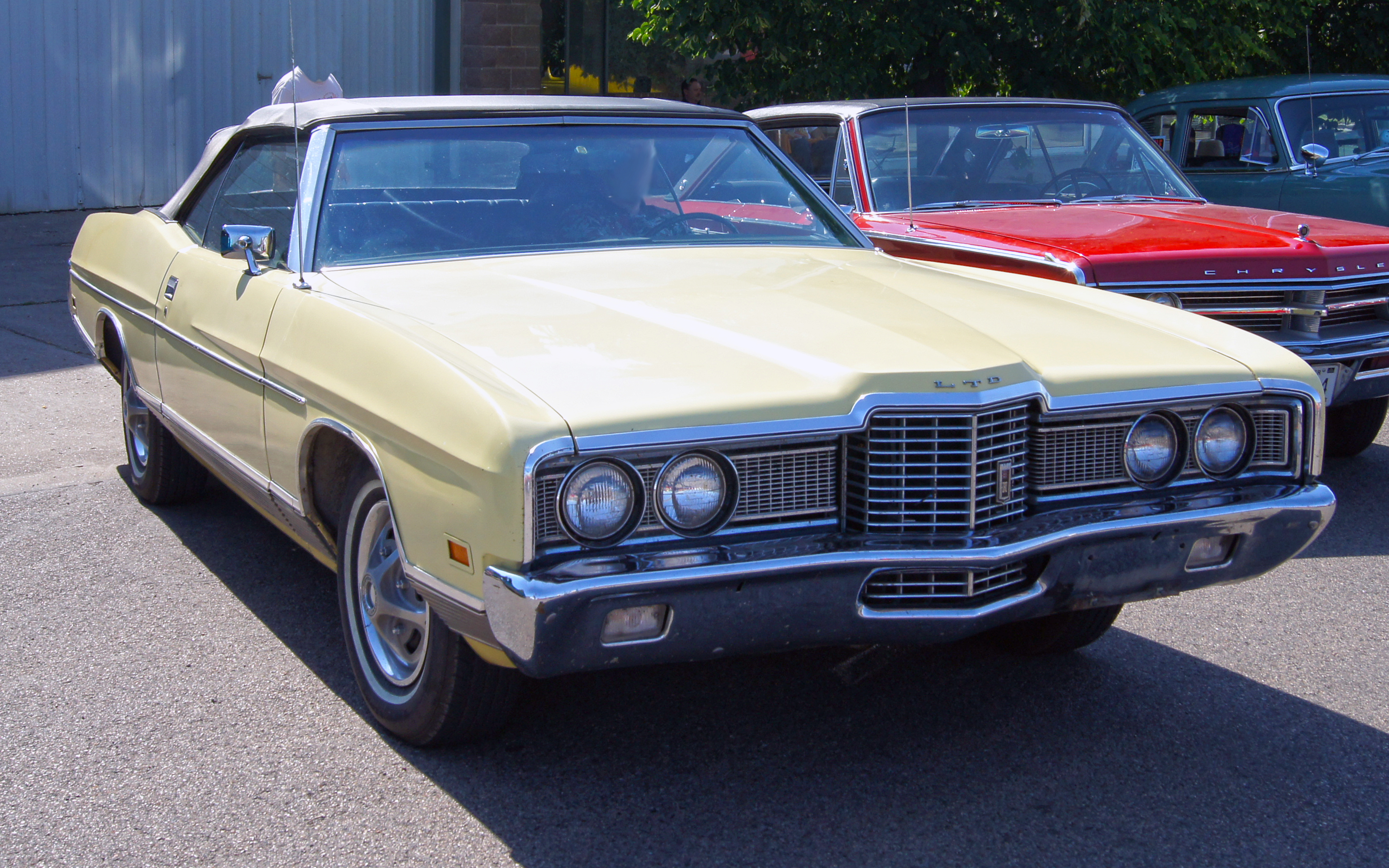
Ford LTD.

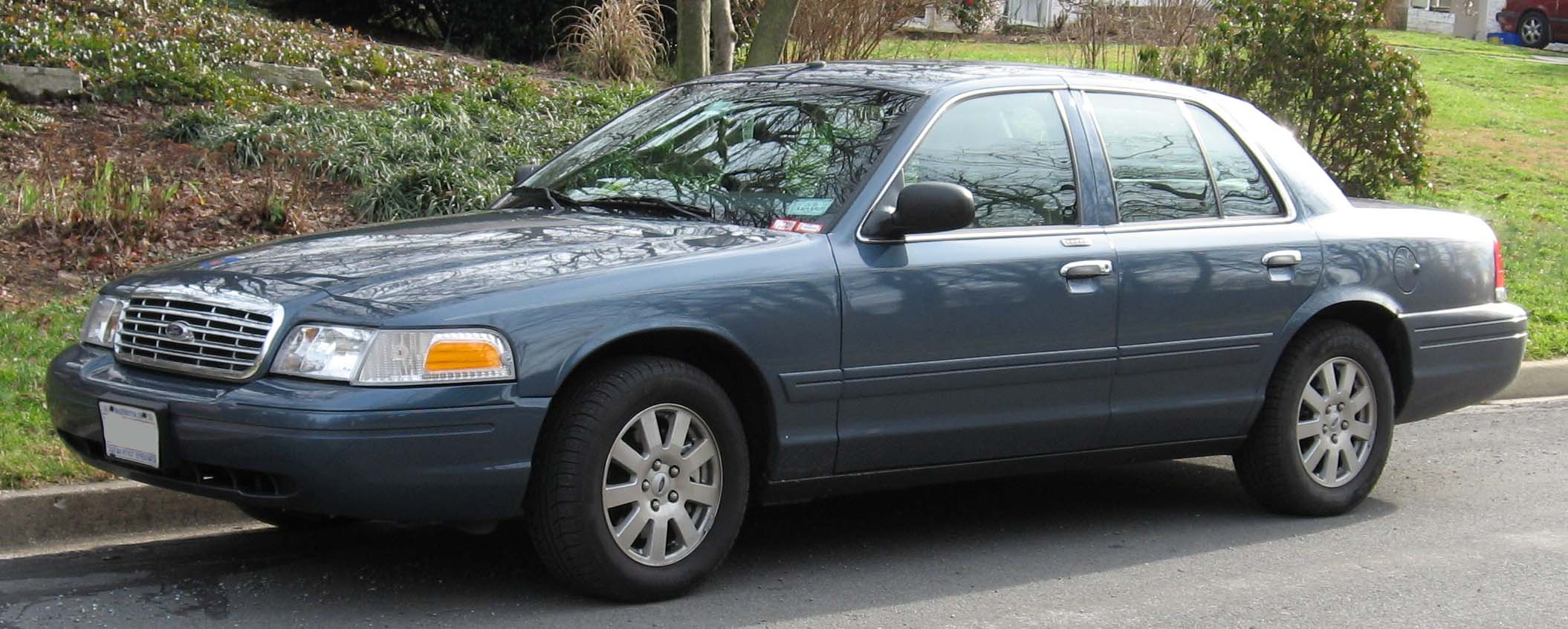
Ford Crown Victoria.

#### Europa
- Ford Anglia
- Ford Model A
- Ford Prefect
- Ford Escort
- Ford Escort RS Cosworth
- Ford Consul Classic
- Ford Consul Capri
- Ford Consul Corsair
- Ford Cortina
- Ford Cougar
- Ford C-Max
- Ford Taunus 12M/15M
- Ford Taunus
- Ford Sierra
- Ford Sierra RS Cosworth
- Ford Consul/Zephyr/Zodiac
- Ford Taunus 17M/20M/26M
- Ford Granada
- Ford Scorpio
- Ford Puma
- Ford Capri
- Ford 9600
- Ford 8210
- Ford 8730
- Ford TW-30
- Ford 7000

#### Nordamerika
- Ford Country Sedan
- Ford Country Squire
- Ford Crestline
- Ford Crown Victoria
- Ford Custom
- Ford Customline
- Ford Deluxe
- Ford Escort
- Ford Falcon
- Ford Fairlane
- Ford Freestar
- Ford Galaxie
- Ford GT40
- Ford LTD II
- Ford Mainline
- Ford Model 40
- Ford Model A
- Ford Model T
- Ford Pinto
- Ford Probe
- Ford Ranch Wagon
- Ford Ranchero
- Ford Thunderbird
- Ford Torino
- Ford Windstar

## Produktionsorter

### Nuvarande produktionsorter

#### Nordamerika
- Oakville, Ontario (1953–)
- Windsor, Ontario (1981–2007; 2009–)
- Avon Lake, Ohio (1974–)
- Brook Park, Ohio (1951–)
- Buffalo, New York (1950–)
- Chicago, Illinois (1924–)
- Chicago Heights, Illinois (1956–)
- Claycomo, Missouri (1951–)
- Dearborn, Michigan (1903–)
- Flat Rock, Michigan (1972–)
- Lima, Ohio (1957–)
- Livonia, Michigan (1952–)
- Louisville, Kentucky (1969–)
- Romeo, Michigan (1973–)
- Sharonville, Ohio (1958–)
- Sterling Heights, Michigan (1956–; 1968–)
- Wayne, Michigan (1957–)
- Woodhaven, Michigan (1964–; 1995–)
- Ypsilanti, Michigan (1956–)

#### Europa
- Craiova (1976–)
- Almussafes (1976–)
- Dagenham (1931–)
- Halewood (1963–)
- Kocaeli (2001–)
- Köln (1931–)
- Saarlouis (1970–)

### Tidigare produktionsorter

#### Europa
- Genk (1964–2014)
- Köpenhamn (1924–1966)
- Blanquefort (1973–2019)
- Cork (1917–1984)
- Amsterdam (1933–1981)
- Vsevolozjsk (2002–2019)
- Dagenham (1931–2002)
- Bridgend (1980–2020)
- Southampton (1953–2013)
- Trafford Park (1911–1931)
- Berlin (1928–1931)
- Aptjak (1997–2000)